# Grallenia
Grallenia  é um género de peixe da família Gobiidae e da ordem Perciformes.

## Espécies
- Grallenia arenicola (Shibukawa & Iwata, 2007)[1]
- Grallenia lipi (Shibukawa & Iwata, 2007)[1][3][4][5][6]